# Satoko Yamano
Satoko Yamano (Nombre en japonés: 山野さと子) (Higashiosaka, Osaka, Japón, 2 de agosto de 1963) es una cantante y actriz de voz japonesa

## Filmografía

### Cine
| Año  | Título                                               | Papel  | Notas |
| ---- | ---------------------------------------------------- | ------ | ----- |
| 1988 | Los Caballeros del Zodiaco: la batalla de los dioses | Freyja | Voz   |

### Televisión
| Año  | Título                           | Papel          | Notas                            |
| ---- | -------------------------------- | -------------- | -------------------------------- |
| 1985 | Gegege no Kitarō                 |                |                                  |
| 1986 | La aldea del arce                | Puriprin       | 6 episodios                      |
| 1986 | Opowieści z Klonowego Miasteczka | Sheila         |                                  |
| 1987 | Bikkuriman                       |                |                                  |
| 1987 | New Maple Town Stories           | Sheila         |                                  |
| 1987 | Shin Maple Town monogatari       | Sheila White   | Episodio: "Sutaa ninaritai!"     |
| 1987 | Opowieści z Palmowego Miasteczka | Sheila         |                                  |
| 1988 | Himitsu no Akko-chan             |                |                                  |
| 1988 | Pigmaleão                        |                |                                  |
| 1988 | City Hunter 2                    | Kozue Makihara | Episodios: 47y 48                |
| 1988 | Topo Gigio                       | Gina           | Episodio: "Yume Miru Topo Gigio" |
| 1988 | Yume Miru Toppo Jijo             | Gina           |                                  |

### Banda sonora
| Título                                                        | Canción                                    |
| ------------------------------------------------------------- | ------------------------------------------ |
| Dokincho! Nemurin                                             | Pink, Pink, PINK                           |
| Ultraman Kids: 30 Million Light Years Looking for Mama        | Cosmos Adventure                           |
| Ultraman Kids: 30 Million Light Years Looking for Mama        | Twinkle Twinkle Wink ~Onegai Shooting Star |
| The Wonderful Wizard of Oz                                    | Fancy Girl                                 |
| Doraemon                                                      | Doraemon no Uta, canción de opertura       |
| Tongari Boushi no Memole: Marielle no Housekibako             | Canción de opertura                        |
| Two Down Full Base                                            | Canción de opertura                        |
| Yume Miru Toppo Jijo                                          | Canción de opertura                        |
| Tongari Bōshi no Memoru                                       | Canción de opertura                        |
| Shōnan Bakusōzoku                                             | Canción de opertura                        |
| Pygmalio                                                      | Canción de opertura                        |
| New Maple Town Stories                                        | Canción de opertura                        |
| Miimu Iro Iro Yume no Tabi                                    | Canción de opertura                        |
| Maple Town Stories                                            | Canción de opertura                        |
| Kyōfu Densetsu: Kaiki! Frankenstein                           | Canción de opertura                        |
| Hoero! Bun Bun                                                | Canción de opertura                        |
| Grander Musashi RV                                            | Canción de opertura                        |
| Doraemons: The Mysterious Thief Dorapan The Mysterious Cartel | Canción de opertura                        |
| Doraemon y el Secreto del Laberinto                           | Doraemon no Uta, canción de opertura       |
| Doraemon: Nobita's Genesis Diary                              | Doraemon no Uta, canción de opertura       |
| Doraemon y el tren del tiempo                                 | Doraemon no Uta, canción de opertura       |
| Doraemon Nobita's Fantastic Three Musketeer                   | Doraemon no Uta, canción de opertura       |
| Doraemon y la fábrica de juguetes                             | Doraemon no Uta, canción de opertura       |
| Doraemon: Nobita in Dorabian Nights                           | Doraemon no Uta, canción de opertura       |